# Gmina Šenkovec
Gmina Šenkovec (chorw. Općina Šenkovec) – gmina w Chorwacji, w żupanii medzimurskiej. W 2011 roku liczyła  2879 mieszkańców.